# Egon von Neindorff
Egon von Neindorff (Coblenza, 12 settembre 1892 – Tarnopol, 15 aprile 1944) è stato un generale tedesco della Wehrmacht durante la seconda guerra mondiale.

## Biografia
Egon von Neindorff era figlio del tenente colonnello prussiano Egon Cäsar Waldemar von Neindorff (1848–1917) e di sua moglie, Auguste von Langendorff. Suo fratello minore era Erich von Neindorff, noto politico del partito nazista e membro delle SA. Egon entrò nell'esercito imperiale tedesco il 22 marzo 1911 nel 12º battaglione cacciatori col quale prese parte alla prima guerra mondiale.
Alla fine della guerra venne trasferito al Reichswehr nell'11º reggimento di fanteria e a partire dal 15 ottobre 1935 passò al 102º reggimento di fanteria nel quale divenne comandante di compagnia e di battaglione. Il 1º ottobre 1936, Egon von Neindorff venne promosso tenente colonnello e dal 1º agosto 1936 raggiunse il grado di colonnello.
Il 1º luglio 1942 von Neindorff ottenne il comando della 1ª brigata da fortezza a Creta. Dal settembre del 1942 comandò la 189ª divisione di riserva e dal 1º dicembre 1943 venne promosso al rango di maggiore generale. Il 1º maggio 1943 von Neindorff divenne comandante della 356ª divisione di fanteria a Tolone, passando il 5 ottobre 1943 al comando della 216ª divisione di fanteria a Orël ed il 20 ottobre 1943 alla 137ª divisione di fanteria a Homel'. Dal 16 dicembre 1943 ottenne il comando della 6ª divisione di fanteria a Homel' e dal 17 gennaio 1944 guidò la 36ª divisione di fanteria a Babrujsk.
Il 22 gennaio 1944 divenne comandante della guarnigione tedesca di Ternopil', in Russia (odierna Ucraina). Nel marzo-aprile 1944, venne accerchiato nella piazzaforte dalle forze sovietiche. Hitler aveva fatto sapere a von Neindorff che il suo incarico a Ternopil' era di fondamentale importanza e come tale quel punto doveva essere difeso sino all'ultimo uomo. I tedeschi tentarono una sortita l'11 aprile, ma dovettero ripiegare poco dopo. Neindorff venne ucciso sul campo il 15 aprile. La guarnigione presente che constava inizialmente di 4600 uomini, rimase con soli 55 soldati.
Suo figlio Egon von Nendorff (1923-2004), fu un noto allevatore di cavalli e dressista.